# Mysidioides maculata
Mysidioides maculata är en insektsart som beskrevs av Frederick Arthur Godfrey Muir 1915. Mysidioides maculata ingår i släktet Mysidioides och familjen Derbidae. Inga underarter finns listade i Catalogue of Life.